# M/S Marco Polo (1964)
För passagerarfärjan, se M/S Marco Polo (1993)

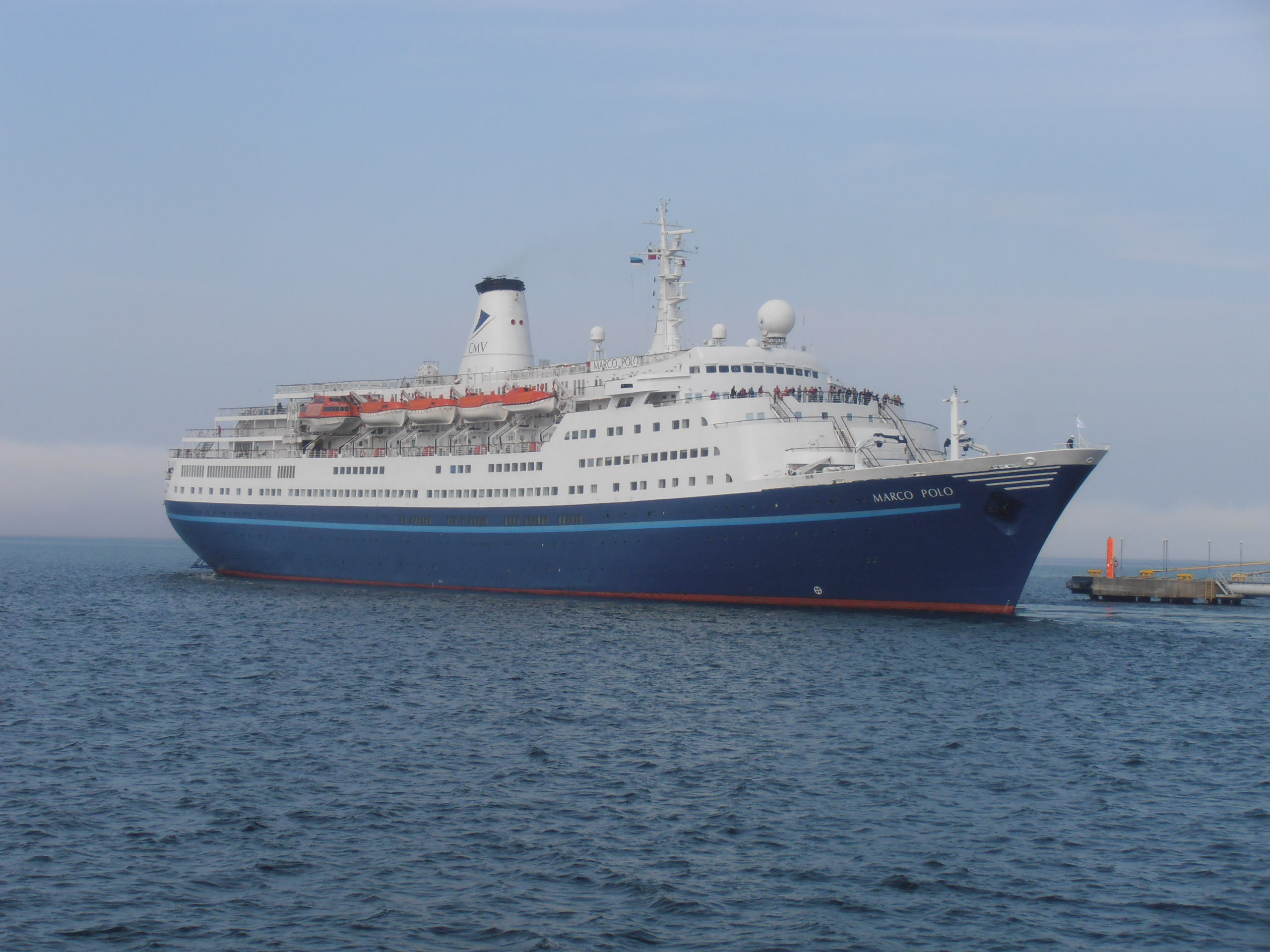
M/S Marco Polo i Tallinn, 2013.

M/S Marco Polo var ett kryssningsfartyg som ursprungligen sjösattes 1964 under namnet Aleksandr Pusjkin. Fartyget byggdes i Wismar i dåvarande Östtyskland för Sovjetunionen och hade där sin hemmahamn i Leningrad. Till samma serie räknades ytterligare fyra systerfartyg av Ivan Franko-klass, som var uppkallade efter ryska och ukrainska författare. M/S Marco Polo såldes på auktion 2020, men såldes sedan för skrot. År 2021 skrotades fartyget i Alang.
Skeppet var 176,28 meter lång och 23,55 meter brett. Åtta däck fanns på fartyget och hade ett djupgående på 8,20 meter.
Efter Sovjetunionens sammanbrott såldes fartyget. Mellan 1991 och 1992 skedde en större renovering och ombyggnad i Grekland. Sedan efter ombyggnaden döptes fartyget om till namnet Marco Polo. Ägare var sedan olika rederier med säte i Bahamas.
Den 15 februari 2014 skedde en olycka på fartyget där en äldre man miste livet. Orsaken var en stor våg i samband med en orkan i Engelska kanalen.